# Ópera de Alejandría
La Ópera de Alejandría (en árabe: دار أوبرا الإسكندري; también llamado Teatro Sayed Darwich, y antes Teatro Mehmet Alí) es un teatro que fue construido en 1918 e inaugurado en el año 1921, y se localiza en la ciudad de Alejandría, la segunda más importante del país africano de Egipto.
Fue diseñado en estilo ecléctico por el arquitecto francés Georges Parcq, que se inspiró en la Ópera Estatal de Viena y el Théâtre National de l'Odéon de París. Desde el año 2000 pertenece a la lista de patrimonio egipcio. 